# Путейская улица (Москва)
Путейская улица — улица в Северном административном округе города Москвы на территории района Западное Дегунино. Расположена в промзоне, идёт вдоль путей Октябрьской железной дороги между платформой Моссельмаш и станцией Ховрино. Протяжённость улицы более 1,5 километра.

## История
Улица возникла на территории бывшего посёлка Краснооктябрьский. Она прошла вдоль пристанционных зданий, жилых домов и служебных построек, железнодорожной станции Ховрино. Название утверждено 26 июля 1960 года в связи с расположением около железной дороги. В ноябре 2020 года улица была продлена за счёт Проектируемого проезда № 1123 до Пяловской улицы.

## Описание
Проезжая часть Путейской улицы состоит из двух не связанных друг с другом частей. Улица продолжает Пяловскую улицу на запад, проходит мимо пристанционной площади платформы Моссельмаш, имеет пересечение с улицей Ивана Сусанина, после которого наступает разрыв, затем возобновляется у старых пристанционных зданий станции Ховрино и проходит по пристанционной площади станции Ховрино, от неё начинаются Талдомская улица, Новая улица, Ангарская улица, а также Деповская улица.
При строительстве развязки Северо-Восточной хорды с Талдомской и Фестивальной улицами на Путейскую улицу построен новый съезд, участок улицы реконструирован.

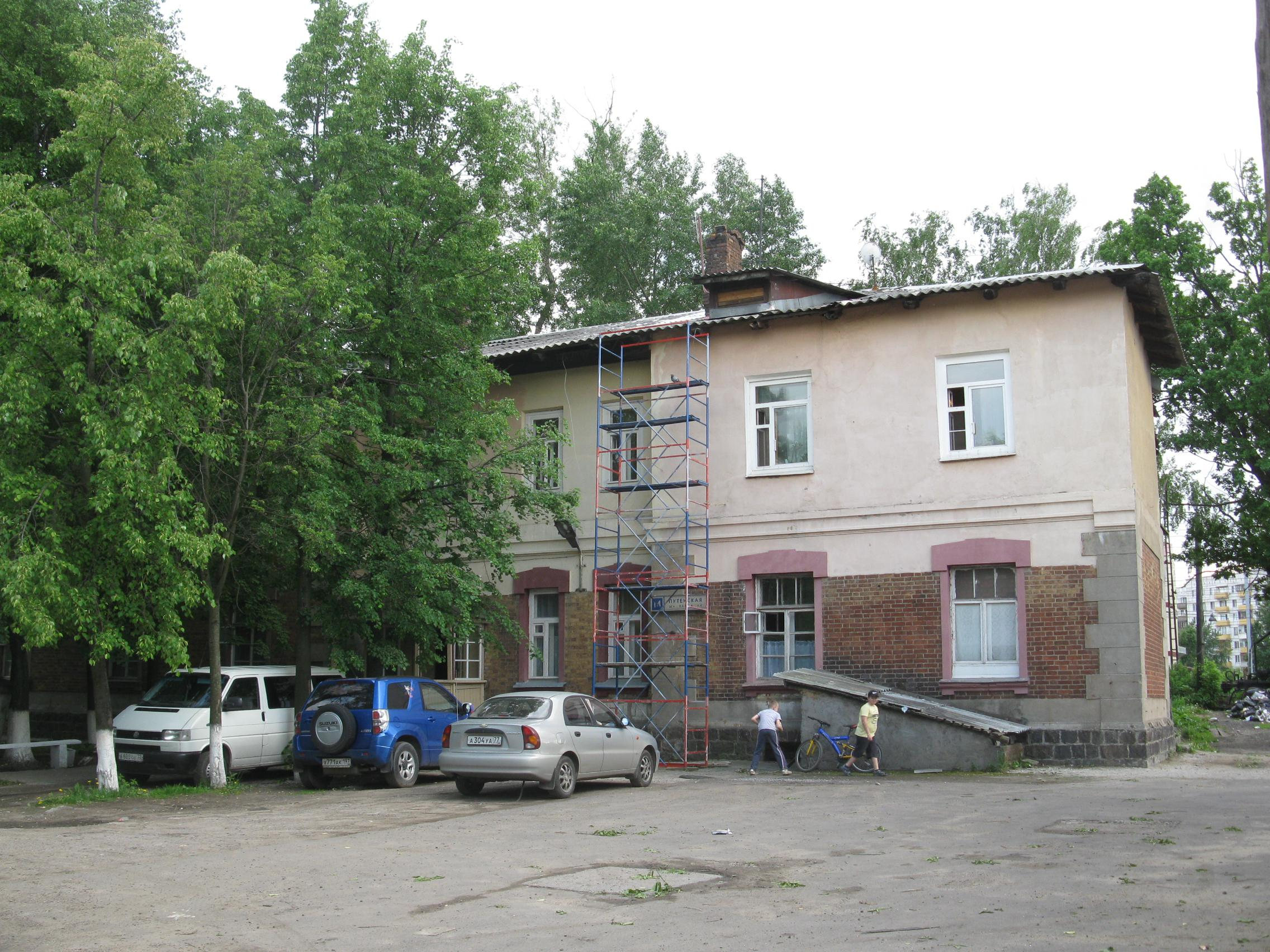
Путейская улица, 14

## Примечательные здания и сооружения
Нумерация по Путейской улице сложная. Фактически адресов, относящихся к улице, по северной, чётной стороне улицы нет, а дом 14 расположен на нечётной стороне улицы. Кроме того, дома расположены не по порядку.
- № 3а — комплекс незаконно построенных жилых и офисных зданий, сносится по решению суда[5].
- № 14 (старый адрес: № 9) — жилой дом при станции Ховрино, построен в 1933 году (возможно, перестройка дореволюционного здания).
- № 21 — служебное здание станции Ховрино, построено в 1910 году.
- № 3 — служебное здание, ранее жилой дом при станции Ховрино, построено в 1910 году.
- № 25 — бывший вокзал станции Ховрино, построен в 1910 году.
- № 5 — отдел МВД по району Западное Дегунино.

## Транспорт
У северо-западного конца улицы расположен остановочный пункт Грачёвская линии МЦД-3. У юго-восточного конца улицы расположена платформа Моссельмаш и остановка автобуса и электробуса № 167 и 215. Ближайшая станция метро — Селигерская Люблинско-Дмитровской линии.